# Middleton Cheney
Middleton Cheney – wieś w Anglii, w hrabstwie Northamptonshire, w dystrykcie (unitary authority) West Northamptonshire. Leży 32 km na południowy zachód od miasta Northampton i 101 km na północny zachód od Londynu. Miejscowość liczy 3753 mieszkańców.